# 妊産婦加算
妊産婦加算（にんさんぷかさん）とは、生活保護制度の生活扶助加算制度の一つで、被保護者の妊婦や産婦に対して追加的に必要となる栄養補給等の経費を補填する制度である。

## 概要
1949年（昭和24年）5月1日創設。
妊婦加算
妊娠の事実を確認した日の属する月の翌月から加算する。
産婦加算
もっぱら母乳によって育てる場合と、そうでない場合とで加算期間が違い、前者の場合は6か月間、後者の場合は3か月間である。前者の場合も規定があり、人口栄養依存率が20%未満のケースに限定している。さらに病院等に入院していて給食を受けている人は対象外。